# Fasa

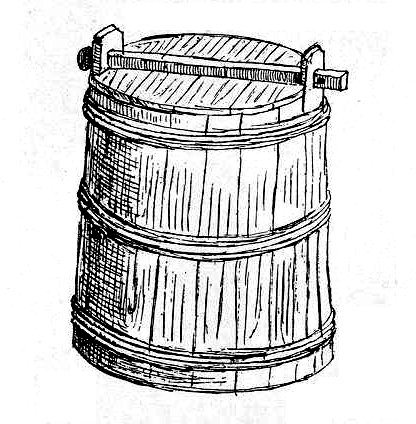
Fasa z początku XIX wieku

Fasa (od niem. Fass – beczka) – duże drewniane naczynie dawniej używane do przechowywania produktów spożywczych.
Najczęściej wykonane z klepek dębowych, bukowych bądź sosnowych, spiętych obręczami z bednarki stalowej, a wcześniej z leszczyny. Nazywane też kłodą, kształtem przypominało beczkę, miało jednak tylko jedno dno w szerszym końcu (podstawie), jak kadź. Od góry fasa zamykana była dopasowaną pokrywą. Dwie wystające klepki tworzyły uchwyty z kwadratowymi otworami, przez które przekładano drewnianą zasuwę posiadającą na jednym końcu łeb, a na drugim otwór do zamknięcia kłódką.
Fas używano do przechowywania artykułów spożywczych, zarówno płynnych (piwo, wino, miód pitny), jak i sypkich (zboże, kasza, mąka) bądź suchych (słonina, śliwki). W mniejszych naczyniach, zwanych faskami, przechowywano masło (stąd w starszej polszczyźnie określenia „fasować” lub „zafasować”).
Była to również dawna miara płynów równa 62 garncom oraz produktów sypkich odpowiadająca 4 korcom.